# Федерално градинско изложение
Федералното градинско изложение (на немски: Bundesgartenschau; съкратено: BUGA) е изложение в Германия за градинарство и свързани области като ландшафтна архитектура.
Провежда се на всеки 2 години с международно участие в различни германски градове. Освен това във федералните провинции има провинциални градински изложения.
- Федерално градинско изложение, 2019 г., гр. Хайлброн
- Международно градинско изложение, 2017 г., Берлин
- Федерално градинско изложение 2015, регион Хафел
- Федерално градинско изложение 2009, гр. Шверин
- Федерално изложение на градините 2009, гр. Шверин
- Федерално градинско изложение 2007, гр. Ронебург
- Федерално градинско изложение 1955, гр. Касел